# 火鶴花
火鹤花（学名：Anthurium andraeanum），又名红掌、花烛。為天南星科花烛属多年生草本植物，原產於熱帶美洲雨林之中，約有1000個原種。火鶴花的「花」，由花梗、苞片及肉穗花序組成，真正的「花」並不明顯。火鶴花花期長，花朵亮麗，形、色豐富多彩，無論切花、盆栽或是庭院栽培均適宜，普受消費者喜愛。火鶴花也是臺灣外銷十大花卉之一。火鶴花基本上可分為4個栽培族群，當作切花栽培的育種A. andraeanum，當作盆花栽培的A. scherzeranum(紅苞芋)，矮生栽培種A. andreacola以及一些觀葉觀果品種。原生於熱帶雨林的火鶴，在夏威夷大學以及荷蘭種苗公司全力發展下，無論是切花或是盆栽品種不斷推陳出新，使世界栽培面積不斷增加，火鶴花已經成為僅次於蘭花的最重要熱帶花卉。

## 不同品種

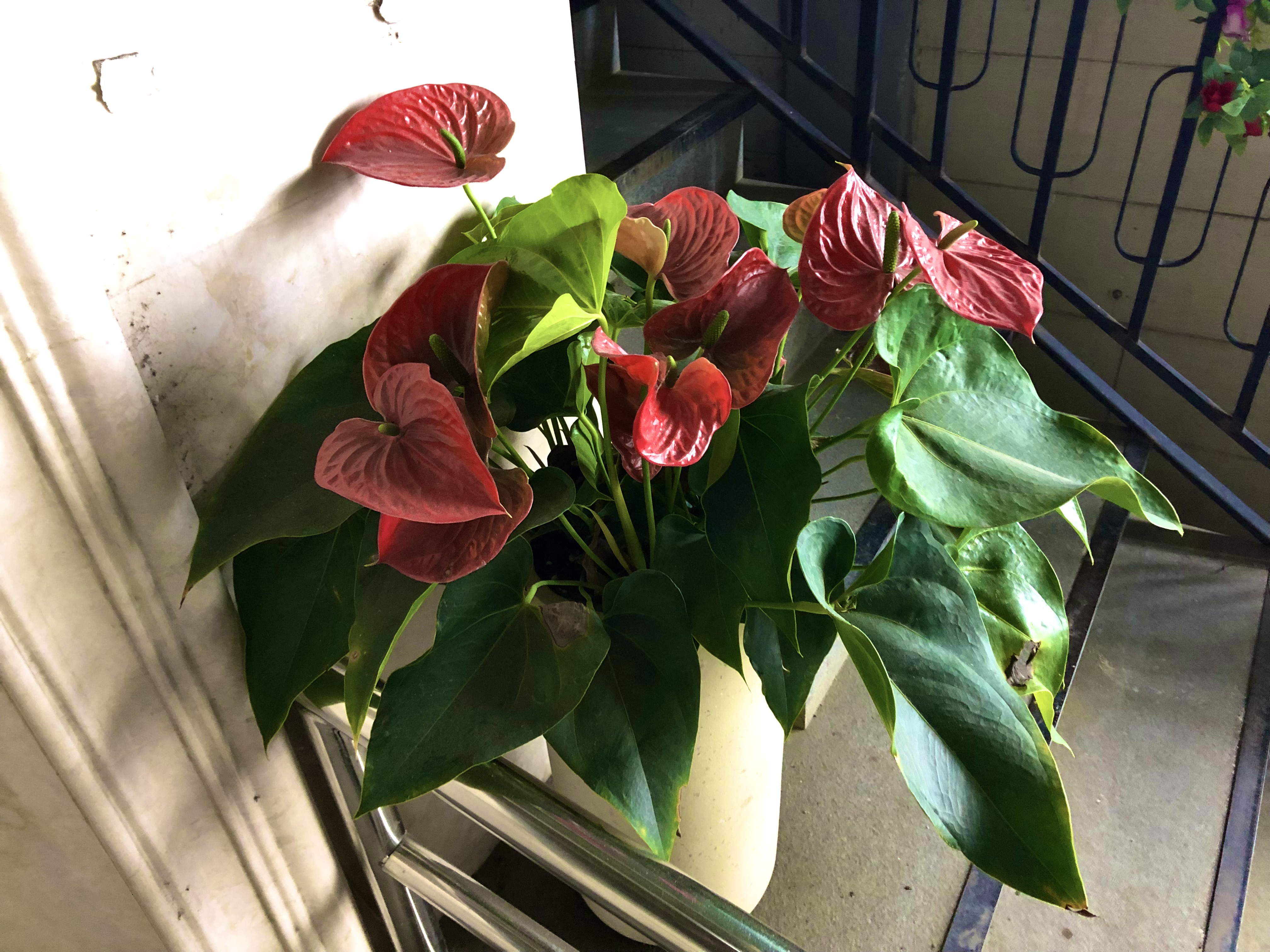
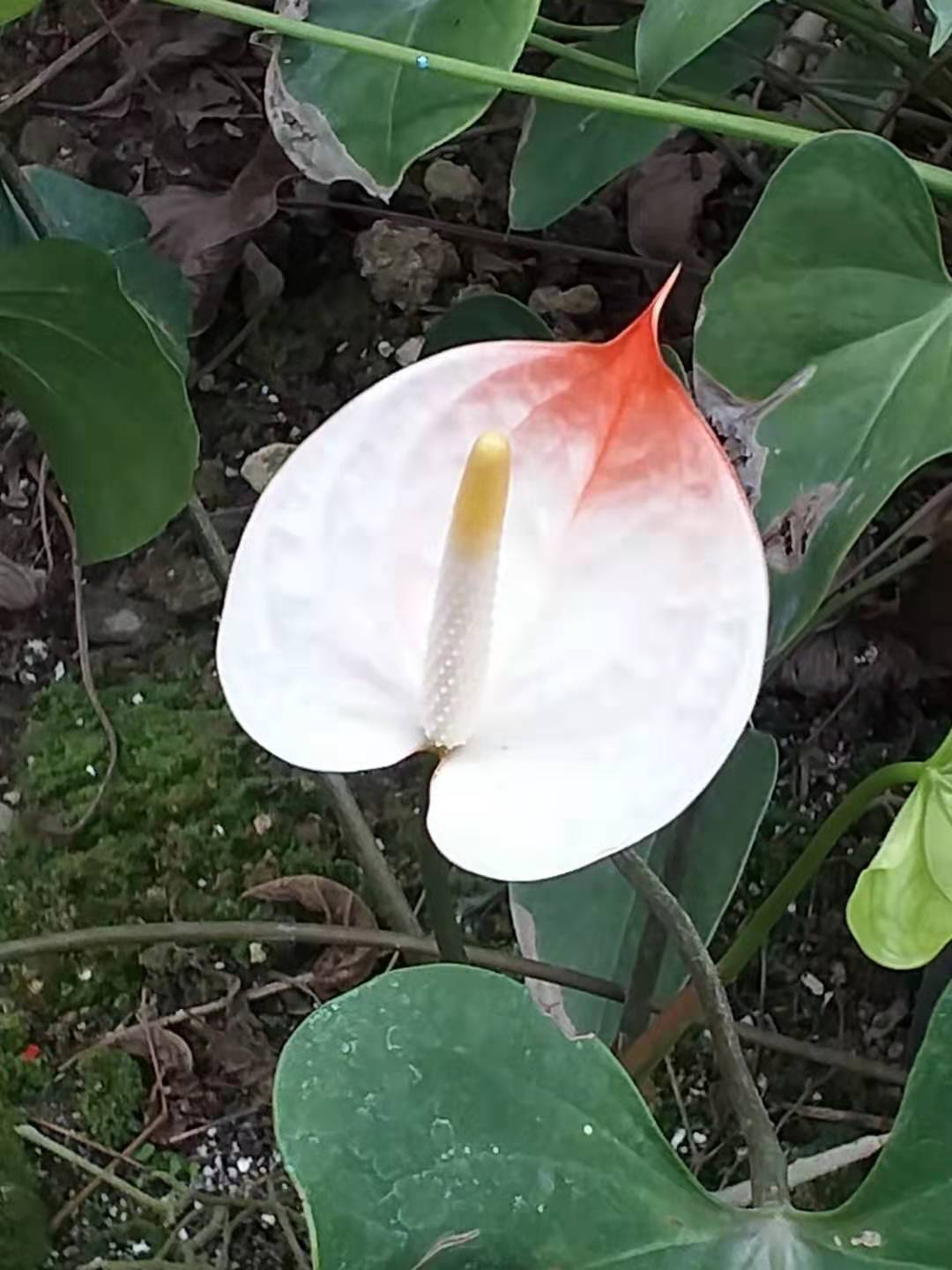
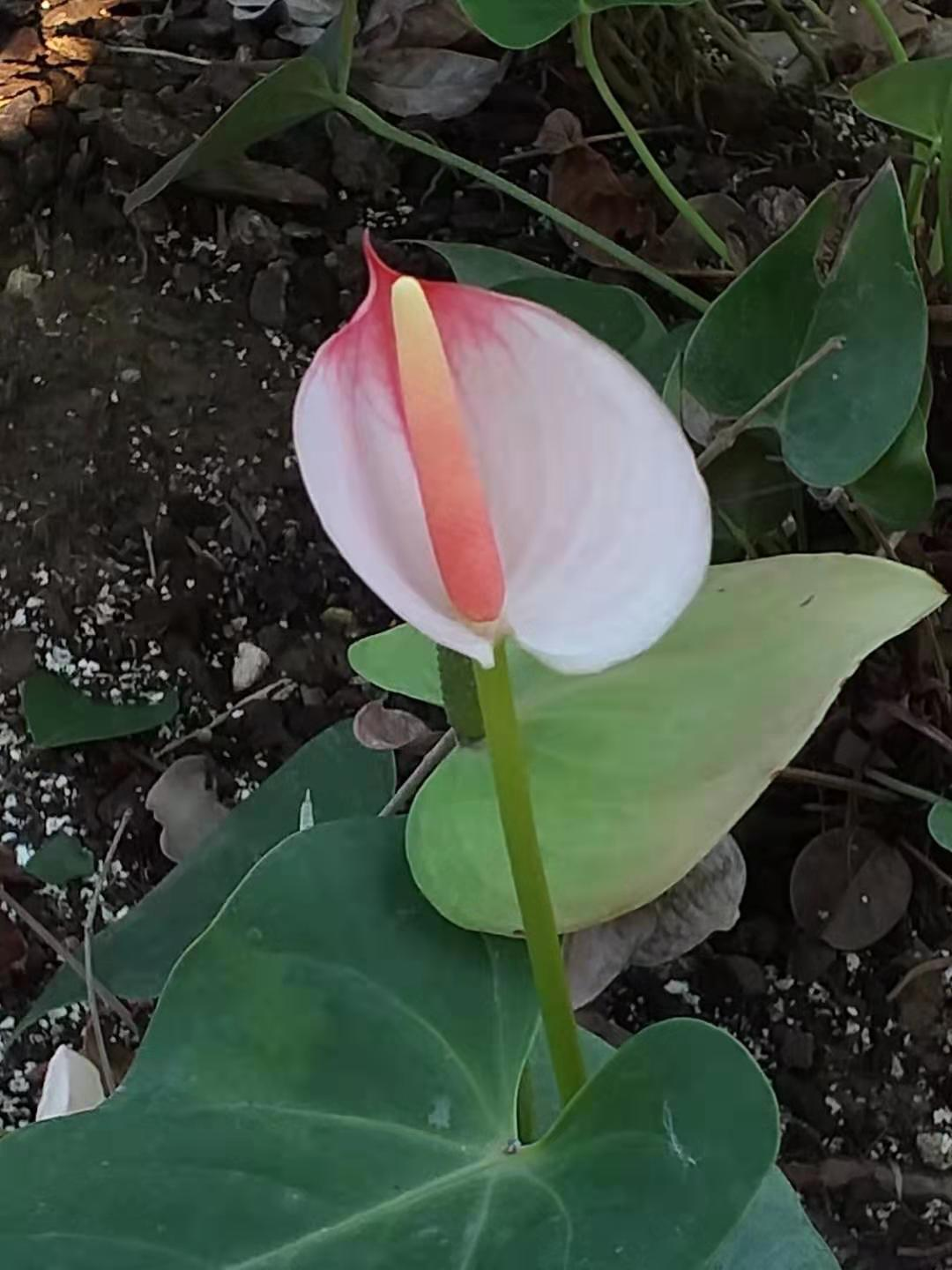
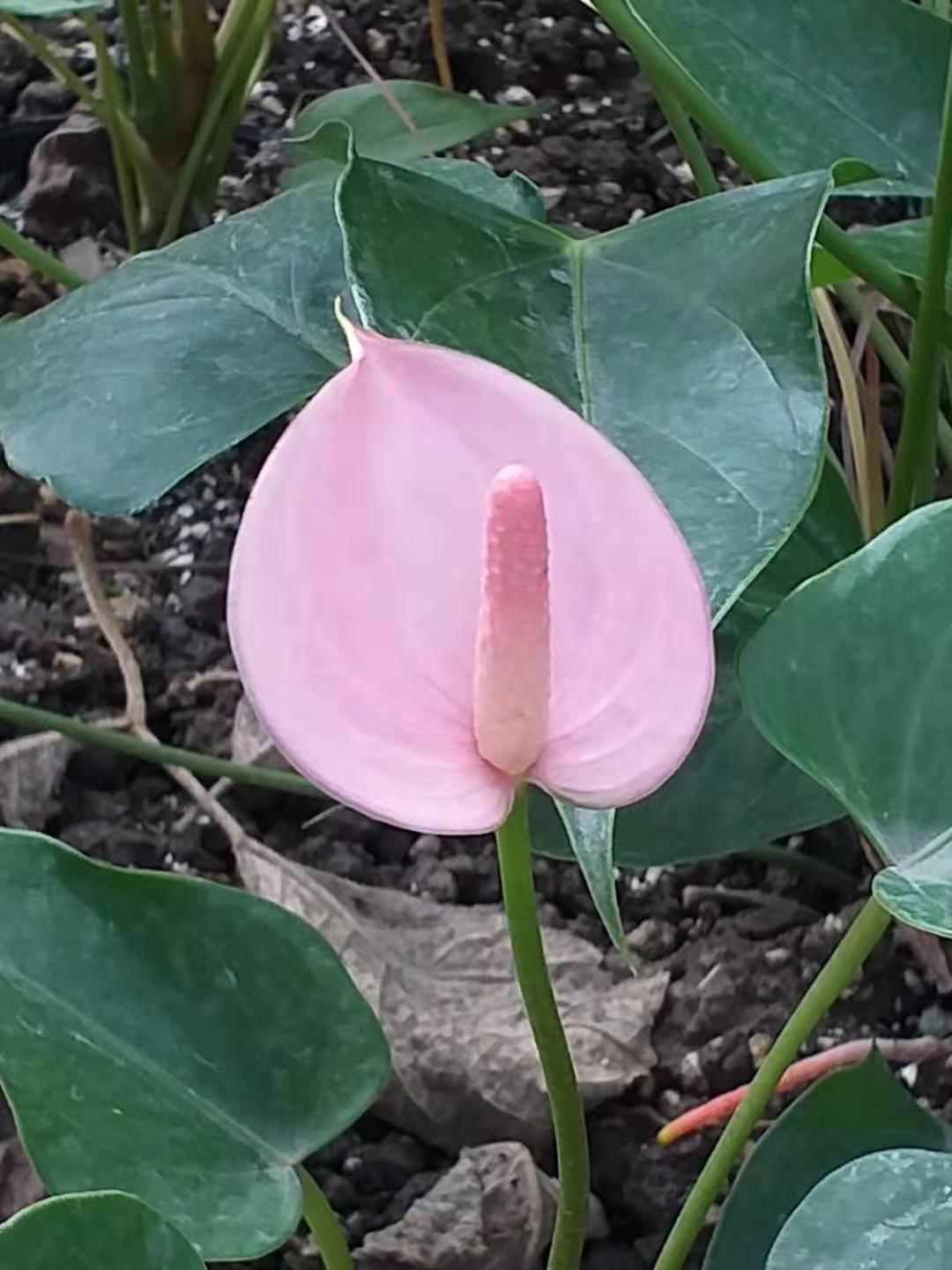
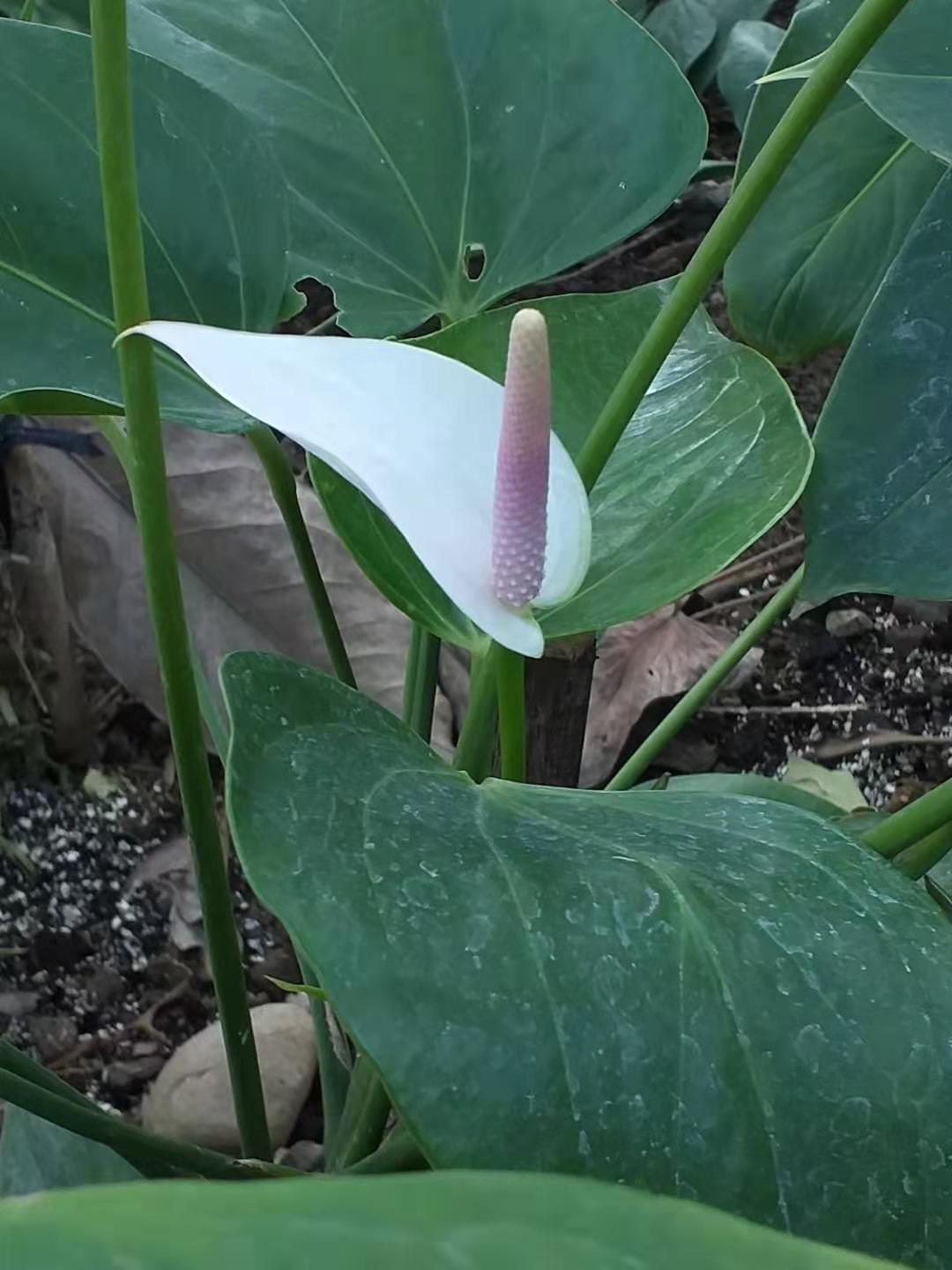
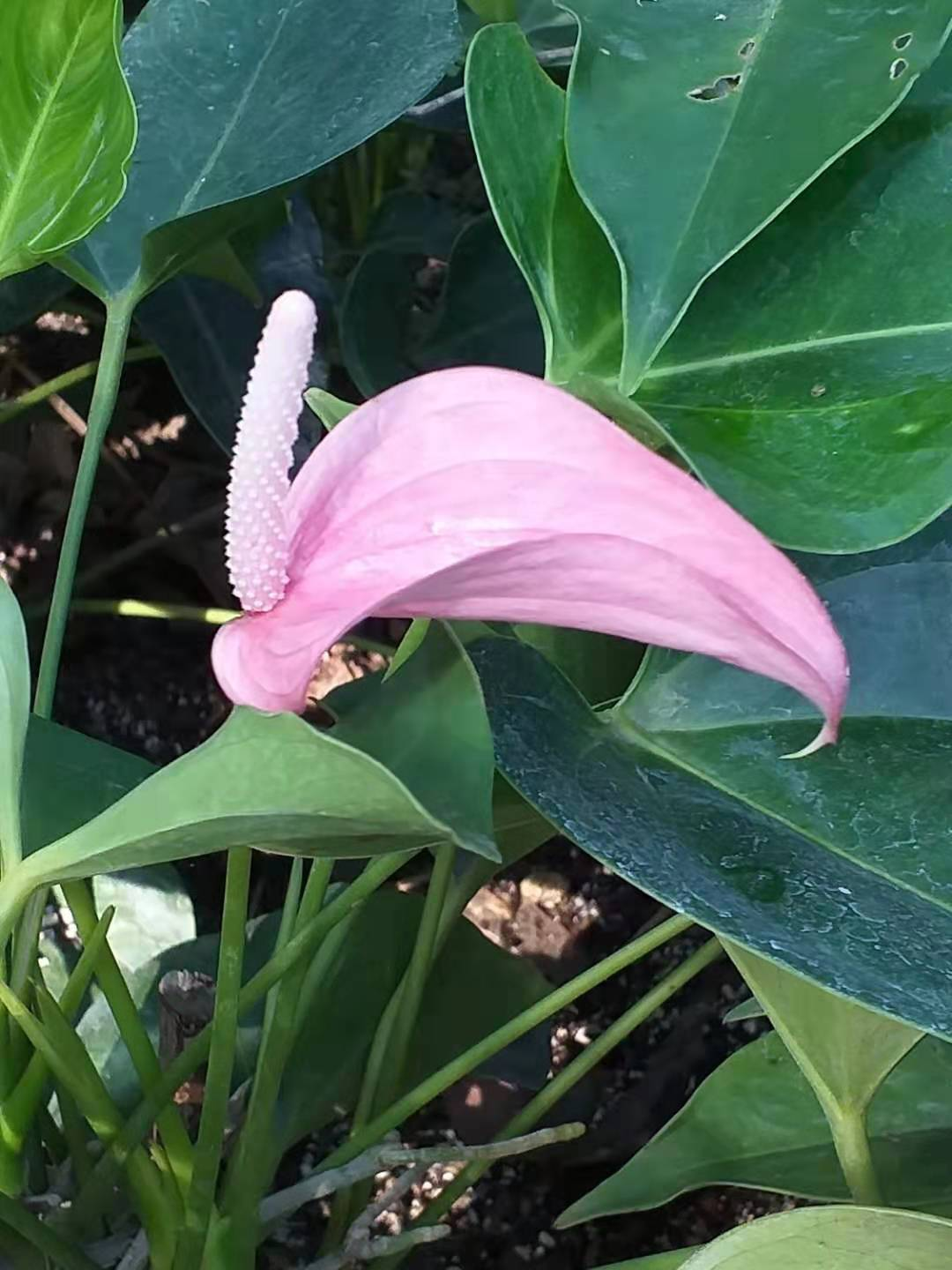
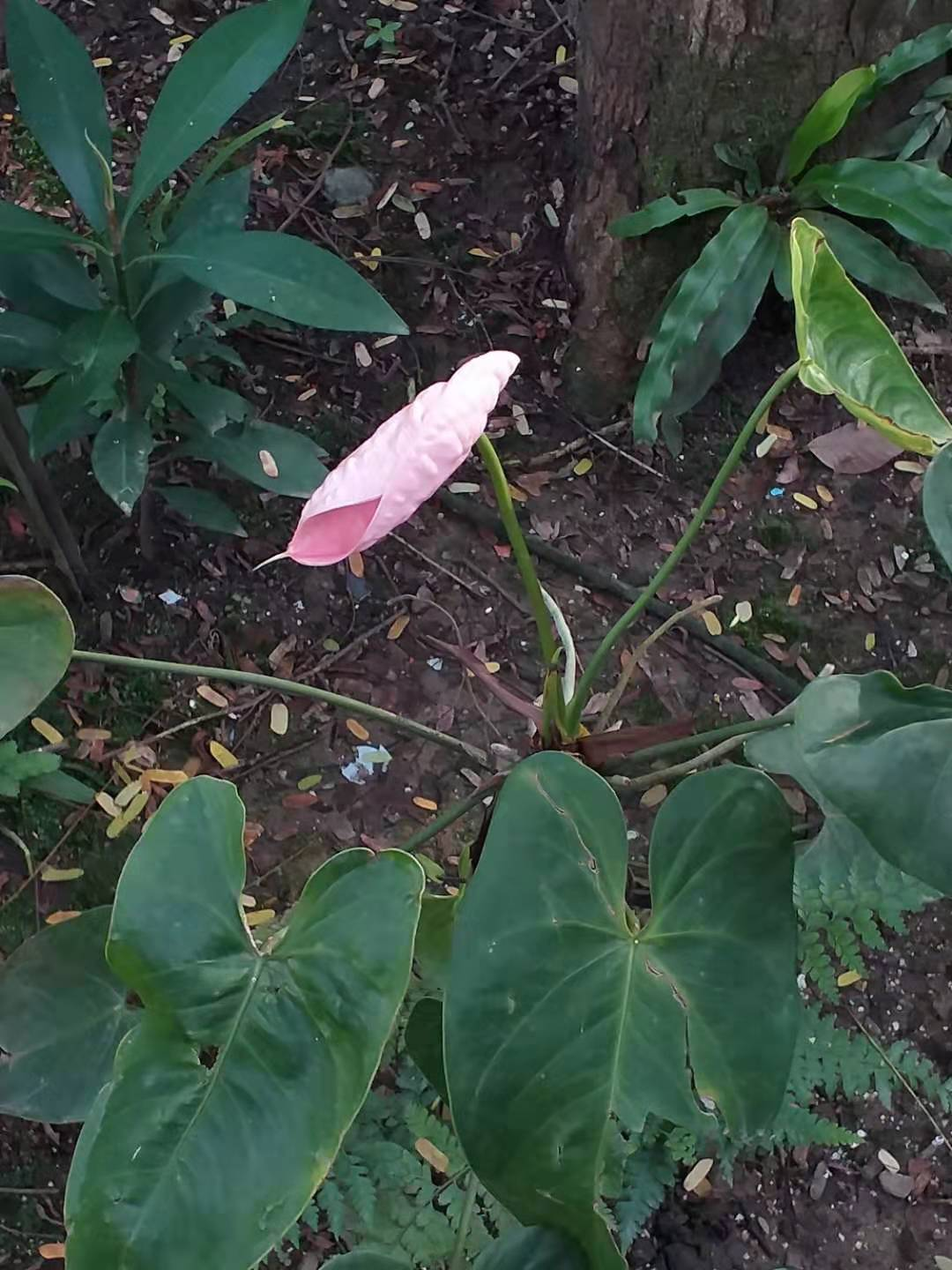
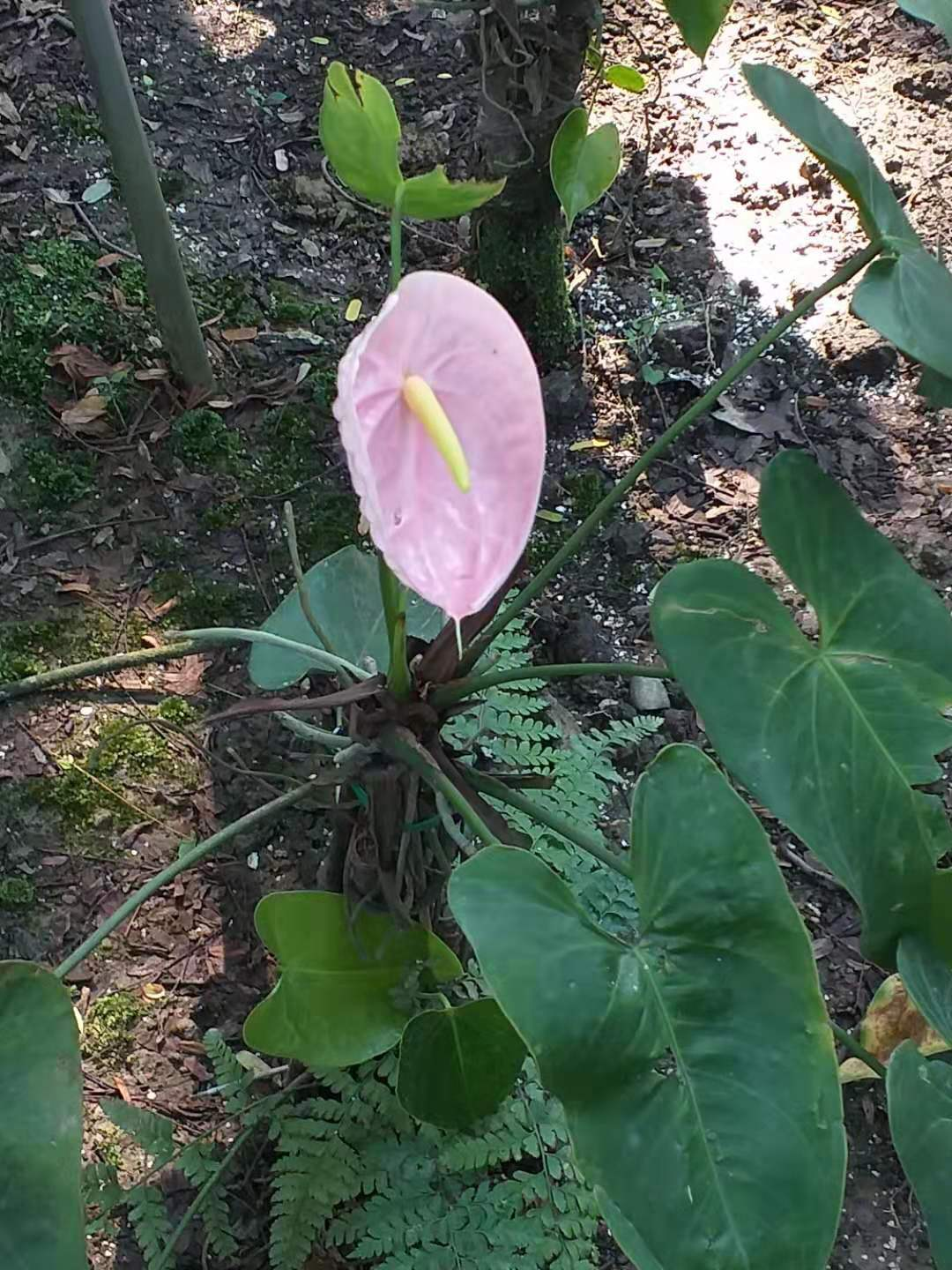
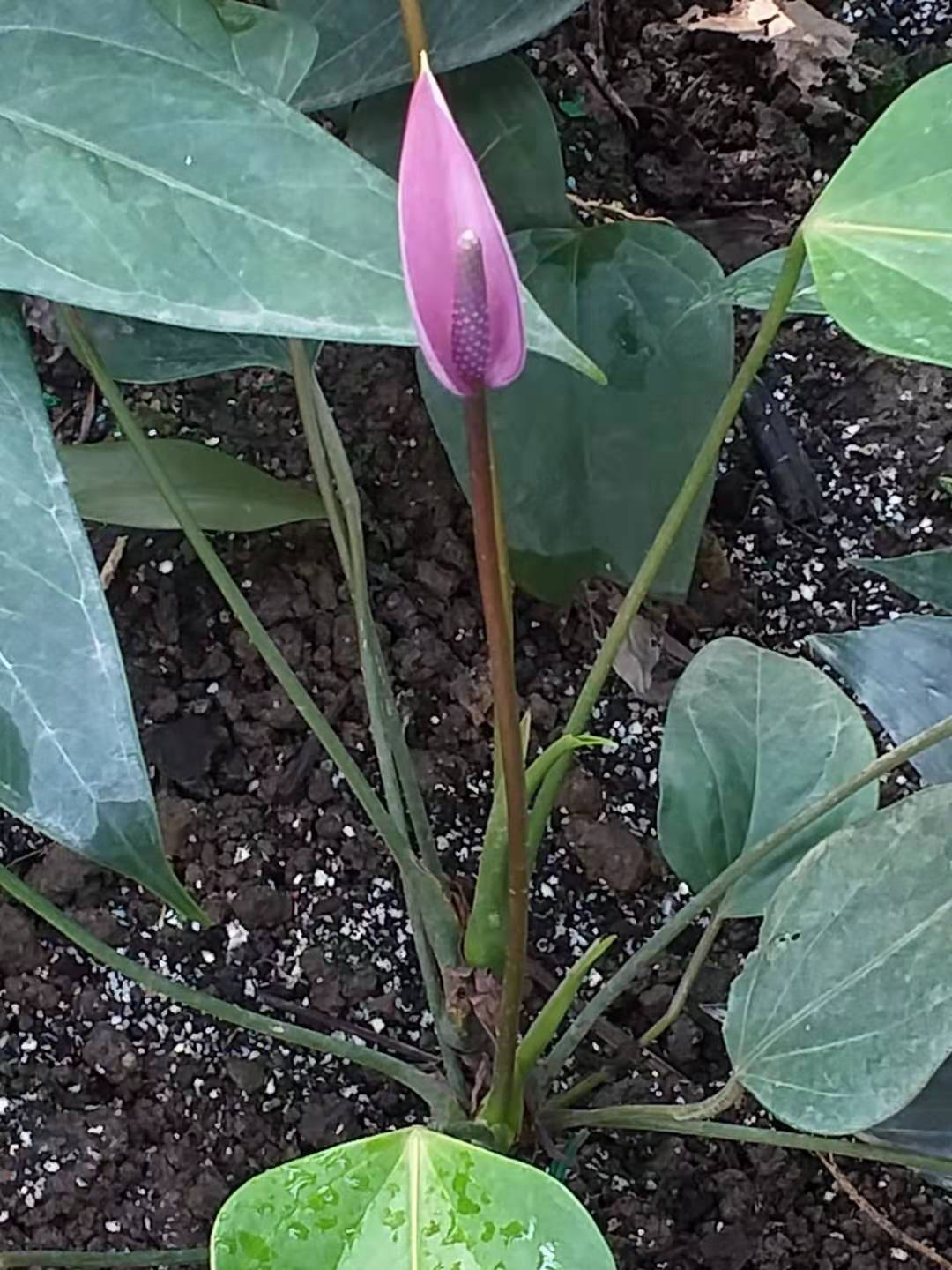
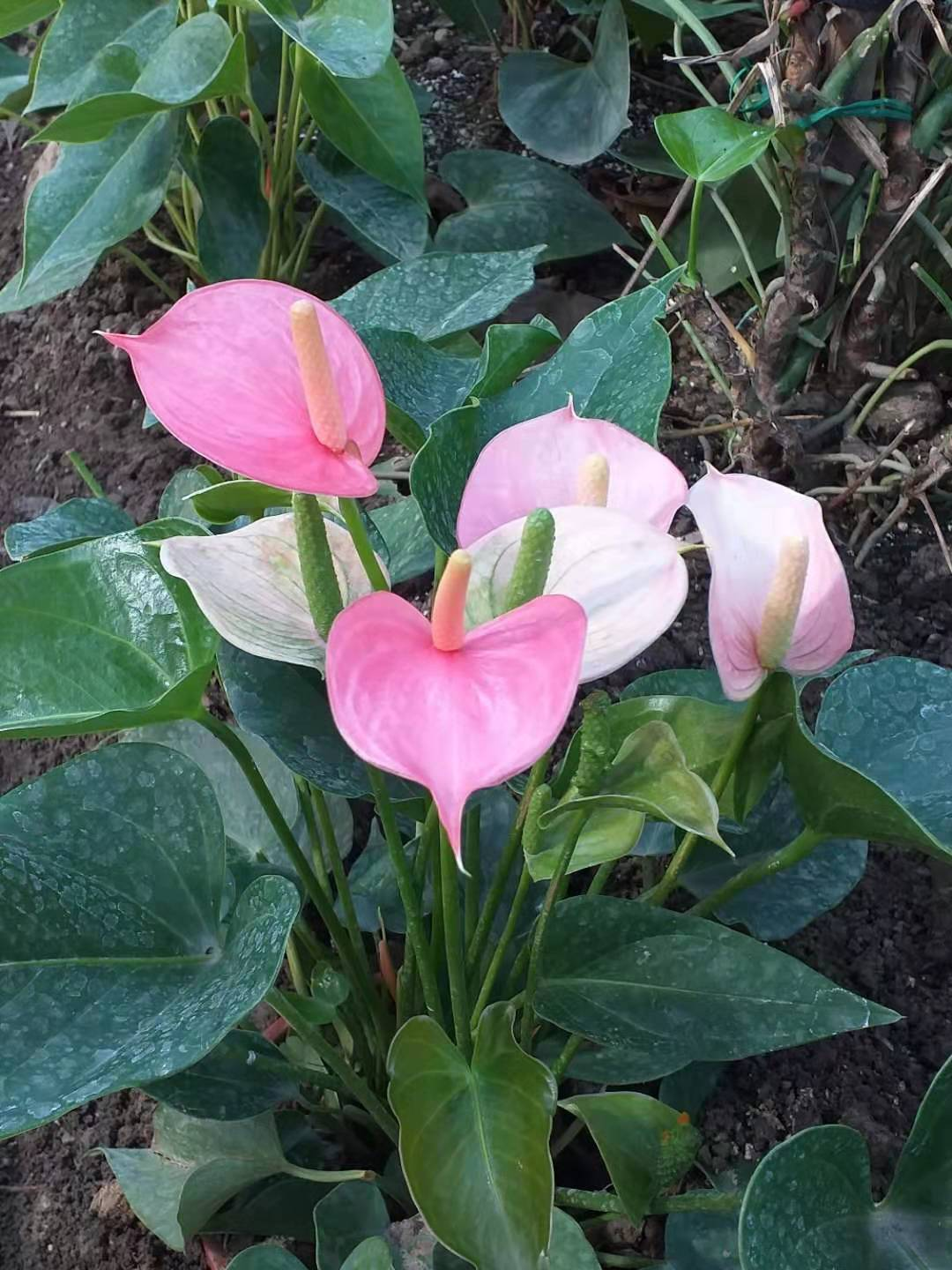
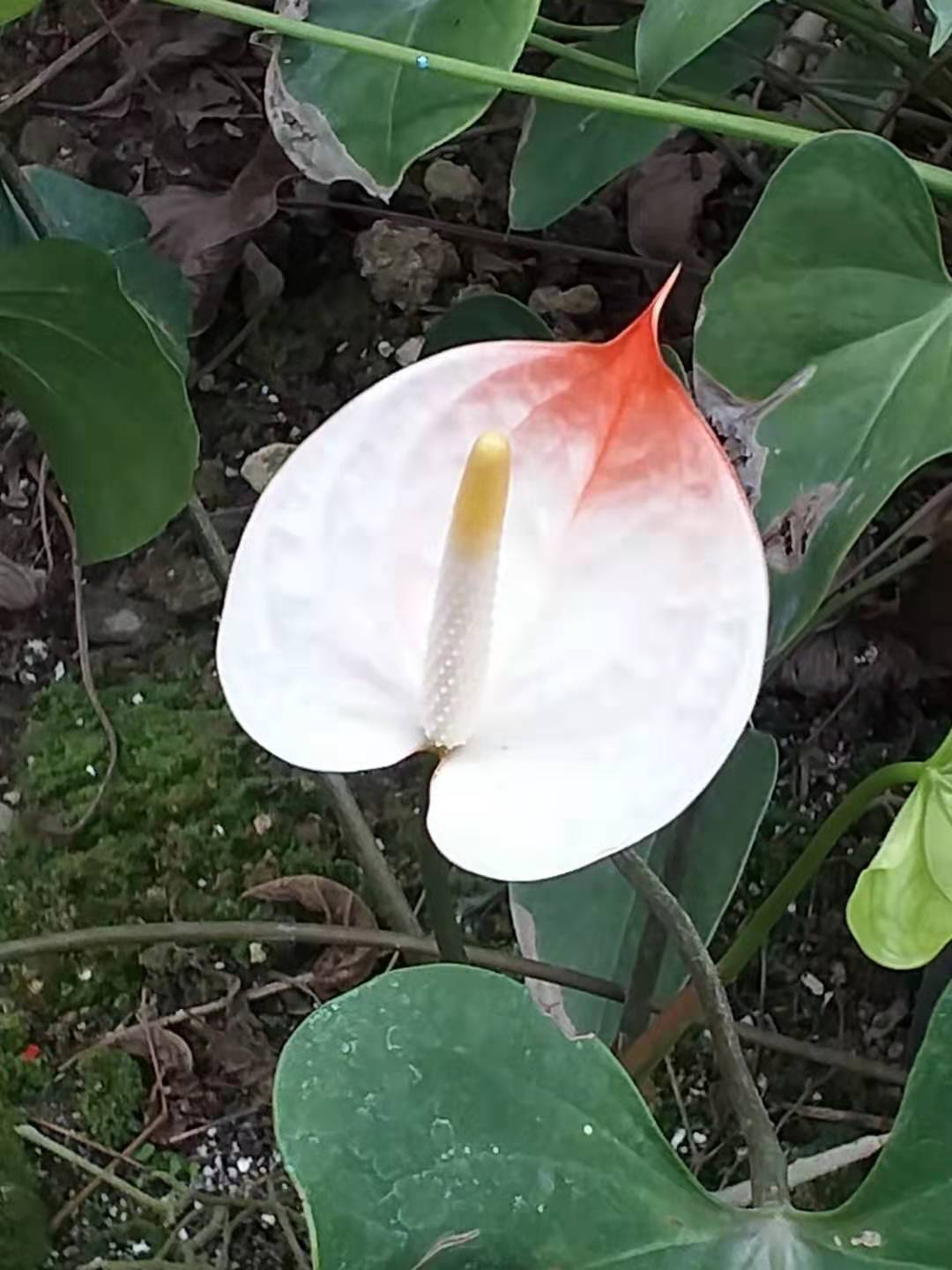
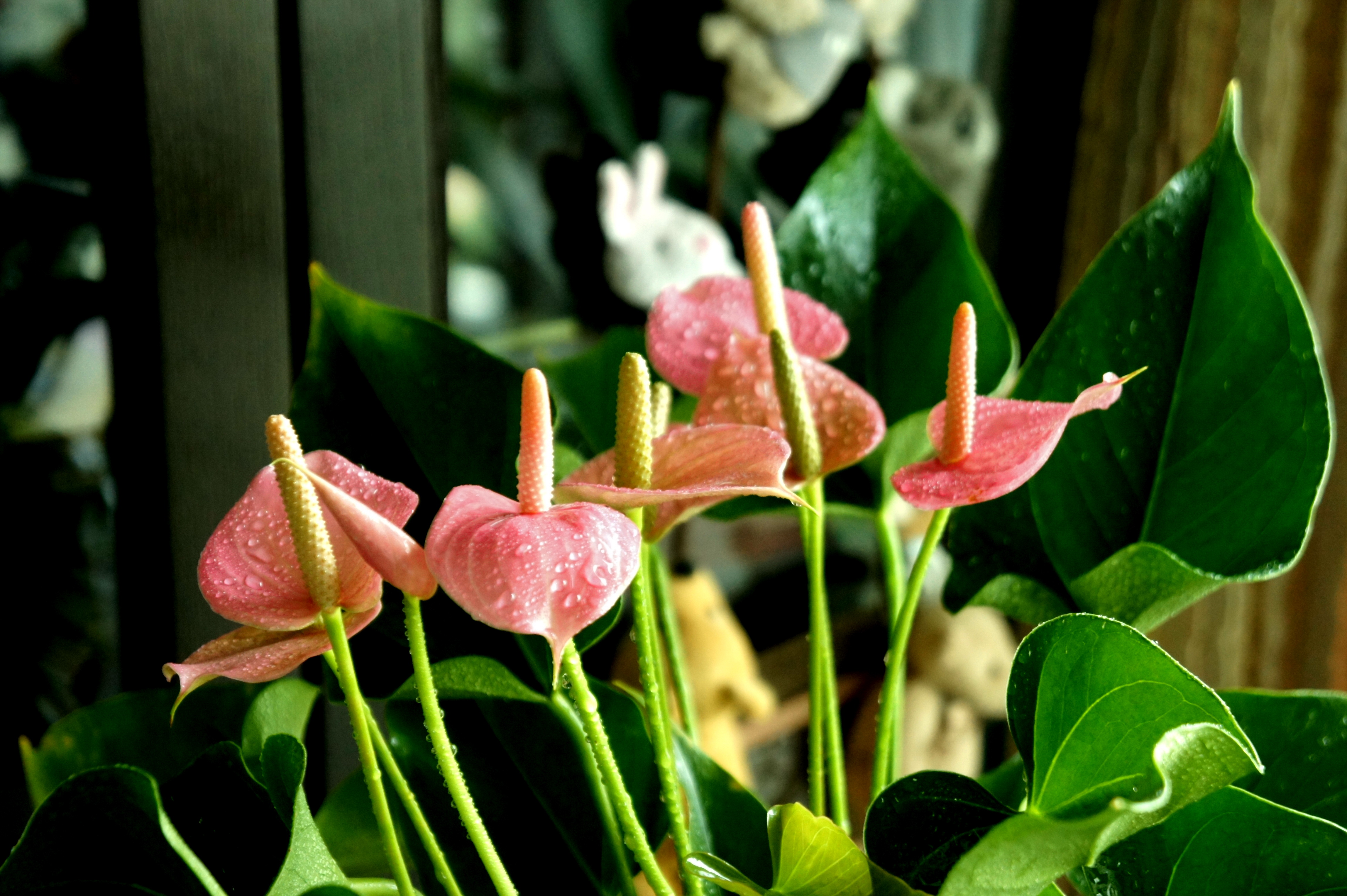

## 引文出處
1. ↑  . （原始内容存档于2019-07-27）.
2. ↑  . （原始内容存档于2020-04-14）.
3. ↑  . （原始内容存档于2019-09-11）.

## 外部連結
- .   [2019-07-27]. （原始内容存档于2019-07-27） （中文）.
- .   [2019-07-27]. （原始内容存档于2020-04-14） （中文）.

- （中文）.[]
- (PDF).   [2019-07-30]. （原始内容存档 (PDF)于2019-07-30） （中文）.